# District de garde de Mako

Le district de garde de Mako (馬公警備府, Mako Keibifu) est la principale base navale de la marine impériale japonaise à Taïwan avant et durant la Seconde Guerre mondiale. Situé à Mako (actuelle Makung dans les îles Pescadores), le district était responsable du contrôle du stratégique détroit de Taïwan et des patrouilles le long des côtes taïwanaises et chinoises et dans la mer de Chine méridionale. Il est dissous en 1943, puis réétabli en tant que « district de garde de Takao » à Takao.

## Histoire
Les districts de garde (警備府, Keibifu) étaient des bases navales de second niveau, similaires aux districts navals (鎮守府) de premier niveau, avec des docks, des dépôts de carburant et généralement un chantier naval ou une école de formation. Ils étaient établis sur les couloirs maritimes stratégiques ou les villes portuaires importantes dans un but défensif. Dans le concept, un district de garde est similaire à celui des Sea Frontier (en) de la marine américaine. Le district maintenait une petite garnison de navires des forces de débarquement de la marine impériale japonaise (en) qui recevait directement ses ordres du commandant du district naval, et accueillait des détachements des nombreuses flottes assignées temporairement au district.
Le port de Mako dans les îles Pescadores est un site historiquement lié à la marine impériale japonaise, étant la première portion de Taïwan conquise durant l'invasion japonaise de Taïwan pendant la guerre sino-japonaise (1894-1895). Mako est désigné port de troisième rang, ou yokobu (要港部), le 4 juillet 1901. Il sert de site de stockage et de ravitaillement durant la guerre russo-japonaise et surtout durant le début de la guerre sino-japonaise (1937-1945).
Mako est élevé au statut de district de garde le 20 novembre 1941, et est particulièrement stratégique durant l'invasion des Philippines et d'autres opérations navales dans le sud-est asiatique au début de la guerre du Pacifique. En 1943, la base est relocalisée à Takao sur Taïwan.

## Ordre de bataille au moment de l'attaque de Pearl Harbor
- District de garde de Mako
  - PG Akitsu Maru
  - PG Chiyo Maru
  - PG Chohakusan Maru
  - AK Kure Maru V
- Groupe aérien de Mako
  - 3 Aichi D1A Susie
  - Division 44 de dragueurs de mines
  - Division 45 de dragueurs de mines
  - Division 46 de dragueurs de mines

## Liste des commandants

### Commandants officiers
- Vice-Amiral Kamimura Hikonojō (4 juillet 1901 – 23 septembre 1903)
- Vice-Amiral Tomomichi Onomoto (23 septembre 1903 – 13 juin 1905)
- Vice-Amiral Nagataka Uemura (13 juin 1905 – 20 décembre 1905)
- Vice-Amiral Baron Masaaki Hashimoto (20 décembre 1905 – 22 novembre 1906)
- Vice-Amiral Baron Nashiba Tokioki (en) (22 novembre 1906 – 12 mars 1907)
- Vice-Amiral Baron Yunoshin Kano (12 mars 1907 – 1er décembre 1909)
- Vice-Amiral Chikakata Tamari (1er décembre 1909 – 1er décembre 1910)
- Vice-Amiral Hikojiro Ijichi (1er décembre 1910 – 1er décembre 1911)
- Vice-Amiral Kotaro Koizumi (1er décembre 1911 – 14 avril 1913)
- Vice-Amiral Baron Shinrokuro Nishi (14 avril 1913 – 1er décembre 1913)
- Vice-Amiral Tadamichi Kamaya (1er décembre 1913 – 17 décembre 1914)
- Vice-Amiral Rinroku Eguchi (17 décembre 1914 – 13 décembre 1915)
- Amiral Teijiro Kuroi (13 décembre 1915 – 1er décembre 1916)
- Vice-Amiral Tatsuo Matsumura (1er décembre 1916 – 12 décembre 1917)
- Vice-Amiral Tomojiro Chisaka (12 décembre 1917 – 13 juin 1918)
- Vice-Amiral Kazuyoshi Yamaji (13 juin 1918 – 1er décembre 1919)
- Contre-Amiral Shigeushi Nakagawa (1er décembre 1919 – 1er décembre 1920)
- Amiral Naomi Taniguchi (1er décembre 1920 – 1er août 1921)
- Vice-Amiral Kiyokaze Yoshida (1er août 1921 – 26 décembre 1921)
- Vice-Amiral Hisatsune Iida (26 décembre 1921 – 1er juin 1923)
- Vice-Amiral Shiro Yamauchi (1er juin 1923 – 6 novembre 1923)
- Vice-Amiral Tadatsugu Tajiri (6 novembre 1923 – 20 décembre 1924)
- Vice-Amiral Eizaburo Fujiwara (20 décembre 1924 – 1er août 1925)
- Vice-Amiral Nobutaro Iida (1er août 1925 – 1er décembre 1927)
- Contre-Amiral Kesaichi Hitsuda (1er décembre 1927 – 10 décembre 1928)
- Vice-Amiral Eijiro Hamano (10 décembre 1928 – 1er décembre 1930)
- Vice-Amiral Shusei Yuchi (1er décembre 1930 – 11 janvier 1932)
- Vice-Amiral Akira Goto (11 janvier 1932 – 18 juin 1932)
- Contre-Amiral Toyonaka Yamauchi (18 juin 1932 – 15 novembre 1933)
- Vice-Amiral Yoshiyuki Niyama (15 novembre 1933 – 15 novembre 1934)
- Vice-Amiral Hiroshi Ono (15 novembre 1934 – 15 novembre 1935)
- Vice-Amiral Senzo Wada (15 novembre 1935 – 1er décembre 1937)
- Vice-Amiral Shunzo Mito (1er décembre 1937 – 15 novembre 1938)
- Vice-Amiral Goro Hara (15 novembre 1938 – 15 novembre 1939)
- Vice-Amiral Ibō Takahashi (15 novembre 1939 – 27 février 1941)
- Vice-Amiral Koki Yamamoto (27 février 1941 – 20 novembre 1942)
- Amiral Takeo Takagi (20 novembre 1942 – 1er avril 1943)

### Chefs d'État-major
- Vice-Amiral Baron Shinrokuro Nishi (25 décembre 1904 – 14 juin 1905)
- Vice-Amiral Baron Mitsukane Tsuchiya (14 juin 1905 – 10 mai 1906)
- Contre-Amiral Sango Obana (11 mai 1906 – 5 août 1907)
- Contre-Amiral Kanetane Imai (5 août 1907 – 28 août 1908)
- Contre-Amiral Juntaro Hirose (28 août 1908 – 11 octobre 1909)
- Contre-Amiral Yushichi Kanno (8 octobre 1910 – 12 juin 1911)
- Contre-Amiral Koki Hirose (12 juin 1911 – 20 avril 1912)
- Contre-Amiral Eitaro Kataoka (20 avril 1912 – 1er décembre 1913)
- Vice- Amiral Kotaro Tanaka (1er décembre 1913 – 7 août 1914)
- Contre-Amiral Shigeushi Nakagawa (7 août 1914 – 1er septembre 1915)
- Contre-Amiral Moshiro Iwasaki (1er septembre 1915 – 28 janvier 1916)
- Contre-Amiral Hisamori Taguchi (28 janvier 1916 – 1er décembre 1917)
- Contre-Amiral Yoshitada Mikami (1er décembre 1918 – 26 juillet 1920)
- Contre-Amiral Morie Tokiwa (1er mars 1923 – 1er décembre 1924)
- Contre-Amiral Shinichi Oguri (1er décembre 1924 – 1er avril 1925)
- Contre-Amiral Junzo Yoshitake (1er juillet 1926 – 15 novembre 1927)
- Contre-Amiral Tadashi Kurata (15 novembre 1927 – 30 octobre 1929)
- Contre-Amiral Seizaburo Mitsui (20 novembre 1929 – 15 mai 1931)
- Vice- Amiral Shunzo Mito (15 mai 1931 – 1er décembre 1932)
- Contre-Amiral Shinji Suzuki (1er décembre 1932 – 1er novembre 1934)
- Contre-Amiral Tsuyoshi Kobata (1er novembre 1934 – 1er décembre 1936)
- Vice- Amiral Shigeyoshi Miwa (en) (1er décembre 1936 – 15 décembre 1938)
- Contre-Amiral Raizō Tanaka (15 décembre 1938 – 15 novembre 1939)
- Contre-Amiral Akira Matsuzaki (15 novembre 1939 – 10 mai 1941)
- Vice- Amiral Toshio Shimazaki (10 mai 1941 – 1er avril 1943)